# Verkehrsgemeinschaft Haßberge

Ehemaliges Logo der Verkehrsgemeinschaft Haßberge

Die Verkehrsgemeinschaft Haßberge war ein Zusammenschluss mehrerer Verkehrsunternehmen im Landkreis Haßberge. Er umfasste nur Buslinien innerhalb des Landkreises. Bahnlinien und einzelne landkreisüberschreitende Buslinien waren nicht in diesem Tarif enthalten. Insgesamt wurden mehr als eine Million Fahrgäste jährlich befördert.

## Tarifstruktur
Der Tarif der VGH war kilometerabhängig und in Einzel-, Mehrfarten- und Zeitkarten gestaffelt. Er orientierte sich damit am Tarif von DB Frankenbus.

## Beteiligte Verkehrsunternehmen
- DB Frankenbus
- Richard Kuchenmeister Omnibusbetrieb
- Will-Reisen
- Zettelmeier Personenbeförderungs GmbH
- Schnabel-Touristik
- Ebner-Reisen GmbH
- Wagenhäuser-Müller Kraftverkehr

## Sonstiges
Auf der Bahnlinie Bamberg - Ebern sowie fünf Buslinien aus dem Landkreis Haßberge nach Bamberg gilt seit 1. Januar 2010 der VGN-Tarif. Eine Integration des gesamten Landkreises Haßberge in den VGN erfolgte zum 1. Januar 2018.